# Scatella vittithorax
Scatella vittithorax är en tvåvingeart som beskrevs av Malloch 1925. Scatella vittithorax ingår i släktet Scatella och familjen vattenflugor. Inga underarter finns listade i Catalogue of Life.